# فهرست فرودگاه‌های والیس و فوتونا

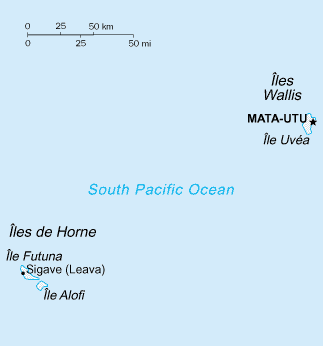
نقشهٔ والیس و فوتونا

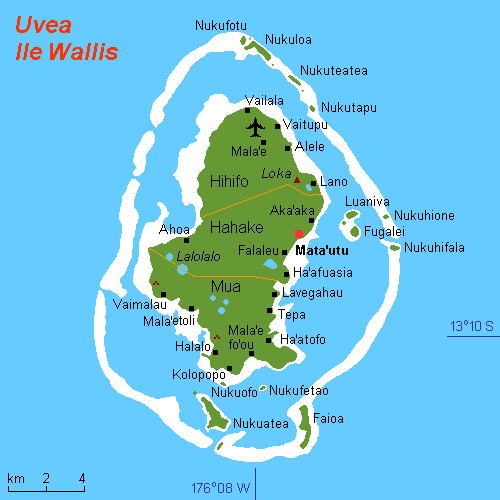
نقشهٔ جزیرهٔ والیس

این مقاله شامل فهرست فرودگاه‌های والیس و فوتونا است.

## فرودگاه‌ها
| مکان                 | ایکائو | یاتا | نام فرودگاه                        | کاربری     |
| -------------------- | ------ | ---- | ---------------------------------- | ---------- |
| Wallis / Hihifo      | NLWW   | WLS  | فرودگاه ایئیفو                     | همگانی     |
| Futuna / Pointe Vele | NLWF   | FUT  | فرودگاه پوانت ول (Maopoop Airport) | Restricted |